# Seleção Búlgara de Futebol

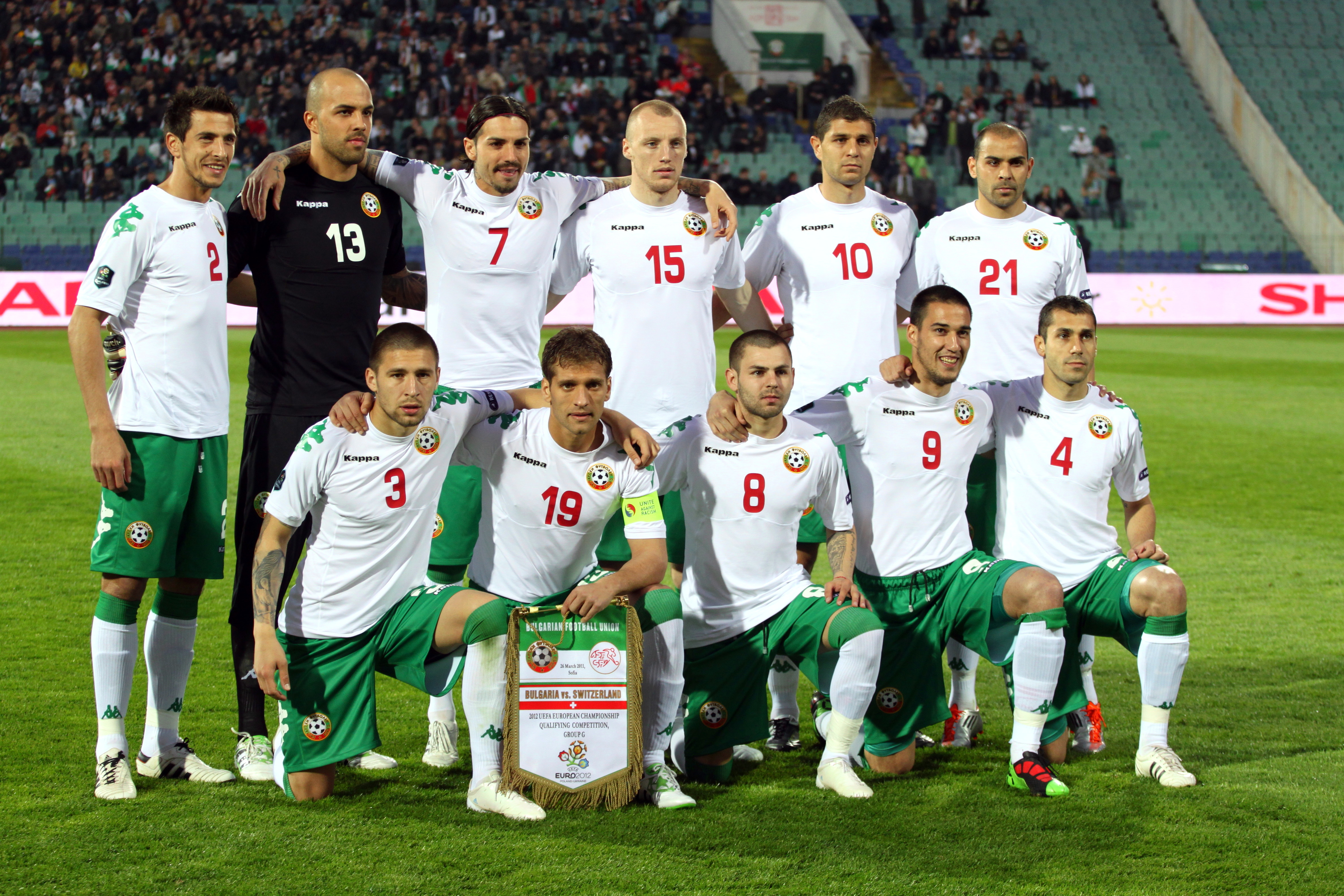
Seleção da Bulgária em 2011.

A Seleção Búlgara de Futebol representa a Bulgária nas competições de futebol da FIFA.

## História
O futebol búlgaro teve o seu melhor momento na Copa do Mundo de 1994, quando obteve o 4º lugar da competição e teve em seu atacante e capitão, Hristo Stoichkov, o artilheiro da competição com 6 gols.
Nas Olimpíadas, obteve uma medalha de prata nos Jogos Olímpicos de 1968 e uma medalha de bronze nos Jogos Olímpicos de Verão de 1956.
A seleção Búlgara tem como maior artilheiro da sua história Dimitar Berbatov, com 50 gols.

## Campanhas de destaque
- Copa do Mundo: 4º lugar - 1994
- Jogos Olímpicos: medalha de prata - 1968; medalha de bronze - 1956

## Estatísticas
- Atualizado até 28 Março de 2021

### Mais Jogos

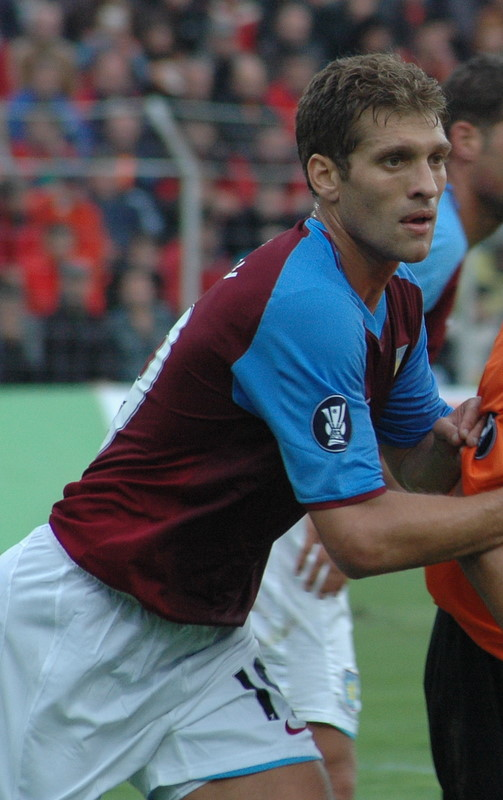
Stiliyan Petrov é o jogador que mais vezes jogou pela seleção com 105 partidas

| Posição | Jogador            | Jogos | Gols | Período   |
| ------- | ------------------ | ----- | ---- | --------- |
| 1       | Stiliyan Petrov    | 105   | 8    | 1998–2013 |
| 2       | Borislav Mihaylov  | 102   | 0    | 1983–1998 |
| 3       | Hristo Bonev       | 96    | 48   | 1967–1979 |
| 4       | Krasimir Balakov   | 92    | 16   | 1988–2003 |
| 5       | Dimitar Penev      | 90    | 2    | 1965–1974 |
| 5       | Ivelin Popov       | 90    | 18   | 2007–2019 |
| 7       | Martin Petrov      | 89    | 19   | 1999–2013 |
| 8       | Radostin Kishishev | 88    | 1    | 1996–2009 |
| 9       | Hristo Stoichkov   | 83    | 37   | 1986–1999 |
| 10      | Ayan Sadakov       | 80    | 9    | 1981–1991 |
| 10      | Zlatko Yankov      | 80    | 4    | 1989–1999 |

### Maiores Goleadores

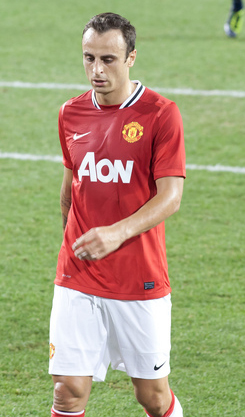
Dimitar Berbatov é o maior artilheiro da história da seleção com 48 gols.

| Posição | Jogador          | Gols | Jogos | Aproveitamento | Período   |
| ------- | ---------------- | ---- | ----- | -------------- | --------- |
| 1       | Dimitar Berbatov | 48   | 78    | 0.62           | 1999–2010 |
| 1       | Hristo Bonev     | 48   | 96    | 0.5            | 1967–1979 |
| 3       | Hristo Stoichkov | 37   | 83    | 0.46           | 1987–1999 |
| 4       | Emil Kostadinov  | 27   | 70    | 0.39           | 1988–1998 |
| 5       | Ljubomir Angelov | 26   | 44    | 0.59           | 1931–1940 |
| 6       | Petar Zhekov     | 25   | 44    | 0.57           | 1963–1972 |
| 6       | Ivan Kolev       | 25   | 75    | 0.33           | 1950–1963 |
| 8       | Nasko Sirakov    | 24   | 78    | 0.31           | 1983–1996 |
| 9       | Atanas Mihaylov  | 23   | 45    | 0.51           | 1970–1981 |
| 10      | Dimitar Milanov  | 20   | 39    | 0.51           | 1948–1959 |

### Trienadores
- Leopold Nitsch (1922–1924)
- Willibald Stejskal (1925–1926)
- Pavel Grozdanov (1927–1930)
- Károly Nemes (1930–1931)
- Otto Feist (1931–1932)
- Pavel Grozdanov (1932–1933)
- Károly Fogl (1934–1935)
- Nikola Kalkandzhiev (1935–1936)
- Ivan Batandzhiev (1936)
- Geno Mateev (1936–1937)
- Stanislav Toms (1937–1938)
- Kostantin Maznikov (1938–1939)
- Ivan Radoev (1939–1940)
- Franz Köhler (1940–1941)
- Ivan Radoev (1941–1942)
- Ivan Batandzhiev (1943–1945)
- Todor Konov (1945–1946)
- Mihail Manov (1947)
- Ivan Radoev (1947)
- Rezső Somlai (1947–1948)
- Lubomir Angelov (1948)
- Andor Haidu (1948–1949)
- Ivan Radoev (1950)
- Lubomir Angelov (1950)
- Andor Haidú (1950)
- Lubomir Angelov (1950–1953)
- Stoyan Ormandzhiev(1950–1953)
- Krum Milev (1954–1960)
- Georgi Pachedzhiev (1955–1962)
- Stoyan Ormandzhiev (1963)
- Béla Volentik(1963–1965)
- Rudolf Vytlačil (1965–1966)
- Dobromir Tashkov (1966–1967)
- Stefan Bozhkov (1967–1970)
- Vasil Spasov (1970–1972)
- Hristo Mladenov (1972–1974)
- Stoyan Ormandzhiev(1974–1977)
- Cvetan Ilchev (1978–1980)
- Atanas Purzhelov (1980–1982)
- Ivan Vutsov (1982–1986)
- Hristo Mladenov (1986–1987)
- Boris Angelov (1988–1989)
- Ivan Vutsov (1989–1991)
- Dimitar Penev (1991–1996)
- Hristo Bonev (1996–1998)
- Dimitar Dimitrov (1998–1999)
- Stoycho Mladenov (2000–2001)
- Plamen Markov (2002–2004)
- Hristo Stoichkov (2004–2007)
- Stanimir Stoilov (2007)
- Dimitar Penev (2007)
- Plamen Markov (2007–2008)
- Stanimir Stoilov (2009–2010)
- Lothar Matthäus (2010–2011)
- Michail Madanski (2011)
- Luboslav Penev (2011–2014)
- Ivaylo Petev (2015–2016)
- Petar Hubchev (2016–2019)
- Krasimir Balakov (2019)
- Georgi Dermendzhiev (2019–2020)
- Yasen Petrov (2021–2022)
- Georgi Ivanov  (interino) (2022)

## Uniformes

### Uniformes atuais
- 1º - Camisa branca, calção verdes e meias vermelhas;
- 2º - Camisa vermelha, calção brancas e meias brancas.

| 1º Uniforme | 2º Uniforme |

### Uniformes anteriores

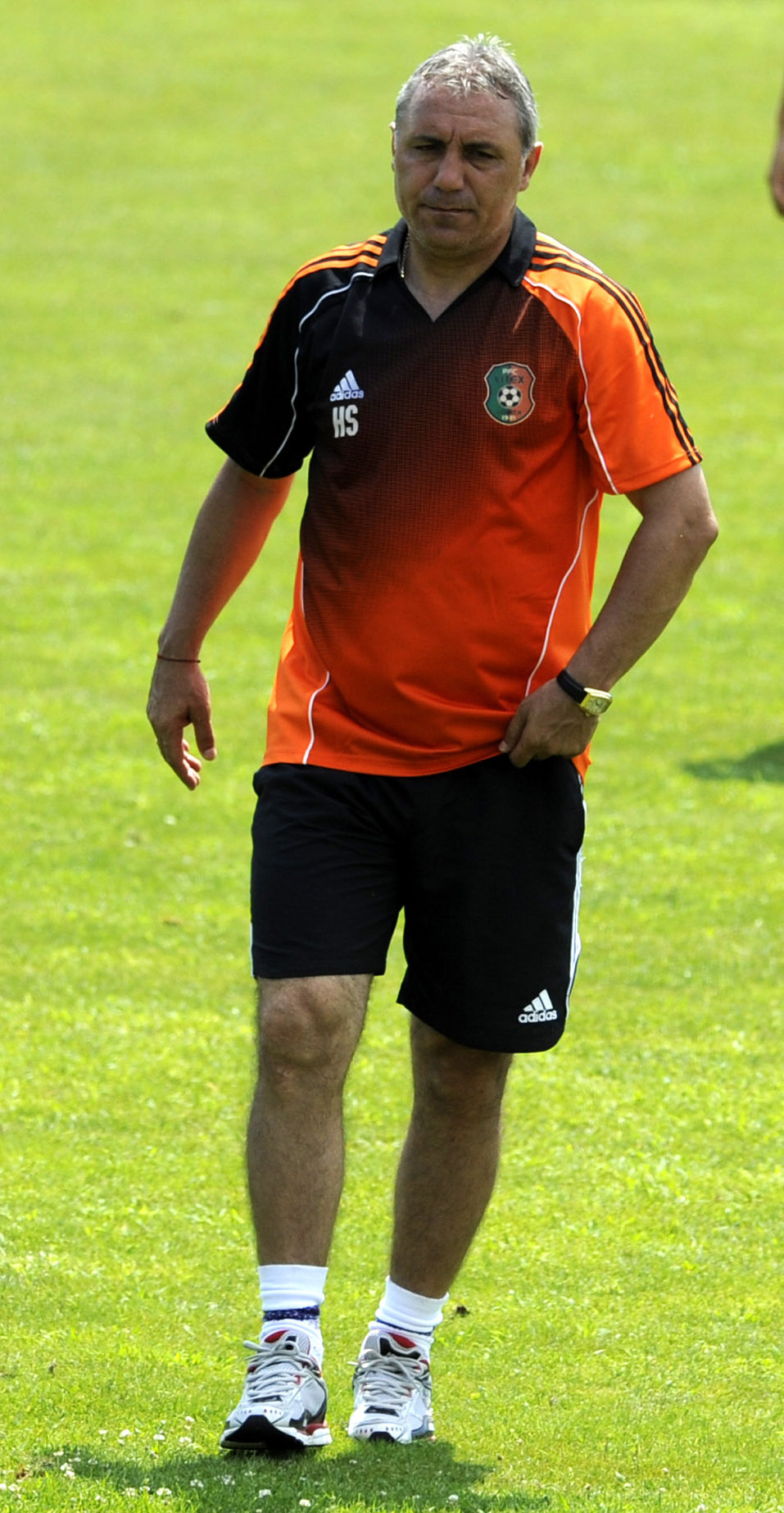
Hristo Stoichkov maior jogador da história da seleção da Bulgária.

- 2020-2022

| Primeiro | Segundo |  |

- 2018

| Primeiro | Segundo |  |

- 2016

| Primeiro | Segundo | Terceiro |  |

- 2014

| Primeiro | Segundo |  |

- 2011-2014

| Primeiro | Segundo |  |

- 2010-2011

| Primeiro | Segundo |  |

- 2010

| Primeiro | Segundo |  |

- 2008

| Primeiro | Segundo |  |

- 2006

| Primeiro | Segundo |  |

- 2004

| Primeiro | Segundo |  |

- 2002

| Primeiro | Segundo |  |

- 2000

| Primeiro | Segundo |  |

- 1998

| Primeiro | Segundo |  |

- 1994

| Primeiro | Segundo |  |

- 1992-1993

| Primeiro | Segundo |  |

## Participação em torneios internacionais

### Copa do Mundo
| Ano  | Sede                  | Fase             | V | E | D | Gol   |
| ---- | --------------------- | ---------------- | - | - | - | ----- |
| 1930 | Uruguai               | Não participou   | - | - | - | -     |
| 1934 | Itália                | Não participou   | - | - | - | -     |
| 1938 | França                | Não participou   | - | - | - | -     |
| 1950 | Brasil                | Não participou   | - | - | - | -     |
| 1954 | Suíça                 | Non qualificata  | - | - | - | -     |
| 1958 | Suécia                | Não participou   | - | - | - | -     |
| 1962 | Chile                 | 1ª fase          | 0 | 1 | 2 | 1:7   |
| 1966 | Inglaterra            | 1ª fase          | 0 | 0 | 3 | 1:8   |
| 1970 | México                | 1ª fase          | 0 | 1 | 2 | 5:9   |
| 1974 | Alemanha              | 1ª fase          | 0 | 2 | 1 | 2:5   |
| 1978 | Argentina             | Não participou   | - | - | - | -     |
| 1982 | Espanha               | Não participou   | - | - | - | -     |
| 1986 | México                | Oitavas de final | 0 | 2 | 2 | 2:6   |
| 1990 | Itália                | Não participou   | - | - | - | -     |
| 1994 | Estados Unidos        | 4º lugar         | 3 | 1 | 3 | 10:10 |
| 1998 | França                | 1ª fase          | 0 | 1 | 2 | 1:7   |
| 2002 | Coreia do Sul / Japão | Não participou   | - | - | - | -     |
| 2006 | Alemanha              | Não participou   | - | - | - | -     |
| 2010 | África do Sul         | Não participou   | - | - | - | -     |
| 2014 | Brasil                | Não participou   | - | - | - | -     |
| 2018 | Rússia                | Não participou   | - | - | - | -     |
| 2022 | Catar                 | Não participou   | - | - | - | -     |

### Eurocopa
Histórico da Seleção Bulgara em Euro's.
- 1960 : Oitavas de final
- 1964 : Oitavas de final
- 1968 : Quartas de final
- 1972 : Não se classificou
- 1976 : Não se classificou
- 1980 : Não se classificou
- 1984 : Não se classificou
- 1988 : Não se classificou
- 1992 : Não se classificou
- 1996 : Oitavas de final
- 2000 : Não se classificou
- 2004 : Oitavas de final
- 2008 : Não se classificou
- 2012 : Não se classificou
- 2016 : Não se classificou
- 2021 : Não se classificou